# Chlorosplenium
Chlorosplenium é um género de fungos da família Dermateaceae. Descrito pela primeira vez por Elias Magnus Fries em 1849, contém cinco espécies.